# Peayanus dubius
Peayanus dubius är en insektsart som beskrevs av Henry Fairfield Osborn 1924. Peayanus dubius ingår i släktet Peayanus och familjen dvärgstritar. Inga underarter finns listade i Catalogue of Life.